# Melanocharis
Melanocharis és un gènere d'ocells de la família dels melanocarítids (Melanocharitidae).

## Taxonomia
Segons la Classificació del Congrés Ornitològic Internacional (versió 2.5, 2010) aquest gènere està format per cinc espècies:
- Melanocharis arfakiana - picabaies olivaci.
- Melanocharis citreola - picabaies setinat.[1]
- Melanocharis longicauda - picabaies cuallarg.
- Melanocharis nigra - picabaies negre.
- Melanocharis striativentris - picabaies estriat.
- Melanocharis versteri - picabaies cua de ventall.